# Gualeguay (kommunhuvudort)
Gualeguay är en kommunhuvudort i Argentina.   Den ligger i provinsen Entre Ríos, i den centrala delen av landet, 180 km nordväst om huvudstaden Buenos Aires. Gualeguay ligger 14 meter över havet och antalet invånare är 33 120.
Terrängen runt Gualeguay är mycket platt. Det finns inga andra samhällen i närheten.
Trakten runt Gualeguay består i huvudsak av gräsmarker. Runt Gualeguay är det glesbefolkat, med 15 invånare per kvadratkilometer.